# Anamaria Tămârjan
Adriana Anamaria Tămârjan (Constanta, 8 de maio de 1991) é uma ginasta romena que compete em provas de ginástica artística.
Tămârjan fez parte da equipe romena que disputou  os Jogos Olímpicos de Pequim, em 2008, China.

## Carreira
Irmã gêmea da também ginasta Adriana Tămârjan, Anamaria iniciou sua carreira, treinando no Petrolul Ploiesti. Destacando-se em campeonatos regionais, a ginasta passou a treinar em Deva, sob tutela de Nicolae Formite. Sua estreia em competições internacionais, deu-se no Campeonato Europeu de Clemont-Ferrand, em 2008. No evento, ao lado de Sandra Izbasa, Steliana Nistor, Cerasela Patrascu e Gabriela Dragoi, conquistou a medalha de ouro pr equipes. Classificada para a final do solo, conquistou a medalha de bronze, superada pela britânica Elizabeth Tweddle, e Sandra Izbasa, prata e ouro, respectivamente.
Ainda em 2008, em sua primeira aparição olímpica, nos Jogos Olímpicos de Pequim, a ginasta fez parte do conjunto formado por Sandra Izbasa, Andreea Grigore, Steliana Nistor, Andreea Acatrinei e Gabriela Dragoi, que conquistou a medalha de bronze nas provas coletivas, superada pela equipe chinesa e americana. Individualmente, Anamaria foi décima sexta na classificação. Porém, não pode competir, por sua colegas de equipe, Nistor e Izbasa, estarem melhores classificadas.
Abrindo o calendário competitivo de 2009, Tamarjan disputou o Campeonato Europeu de Milão. No evento, Anamaria foi a três finais, - geral, trave e solo-. No geral, foi quinta colocada, no solo, terminou em quarto, e em sua última final, conquistou a medalha de prata no exercícios sobre a trave, superada pela uraniana Yana Demyanchuk. Na competição seguinte, no Nacional Romeno, a ginasta foi bronze no geral. Em meados de outubro, disputando o Mundial de Londres, classificou-se para a final do concurso geral; terminando na nona colocação geral, ao somar 55,625 pontos.

## Principais resultados
| Ano  | Evento                                    | AA                | Equipe            | Salto sobre o cavalo | Trave            | Barras assimétricas | Solo |
| ---- | ----------------------------------------- | ----------------- | ----------------- | -------------------- | ---------------- | ------------------- | ---- |
| 2008 | Campeonato Europeu                        |                   | Medalha de ouro   |                      |                  | Medalha de bronze   |      |
| 2008 | Jogos Olímpicos                           |                   | Medalha de bronze |                      |                  |                     |      |
| 2009 | Campeonato Europeu                        | 5º                |                   |                      | Medalha de prata | 4º                  |      |
| 2009 | Campeonato Nacional Romeno                | Medalha de bronze |                   |                      |                  |                     |      |
| 2009 | Campeonato Mundial de Ginástica Artística | 9º                |                   |                      |                  |                     |      |